# USS Ticonderoga (CG-47)
El USS Ticonderoga (DDG/CG-47), apodado «Tico» por su tripulación, fue un crucero de misiles guiados de la Armada de Estados Unidos, el quinto buque en llevar este nombre. Fue el primer buque de guerra en llevar sistema de combate Aegis (una versión limitada del sistema ya había sido probada en el Norton Sound). Esto permitía al buque seguir y atacar múltiples objetivos (aviones) con mucha más eficacia que cualquier barco anteriormente. Su puerto base estaba en Pascagoula, Misisipi y era el barco líder de su clase.

## Historial operativo

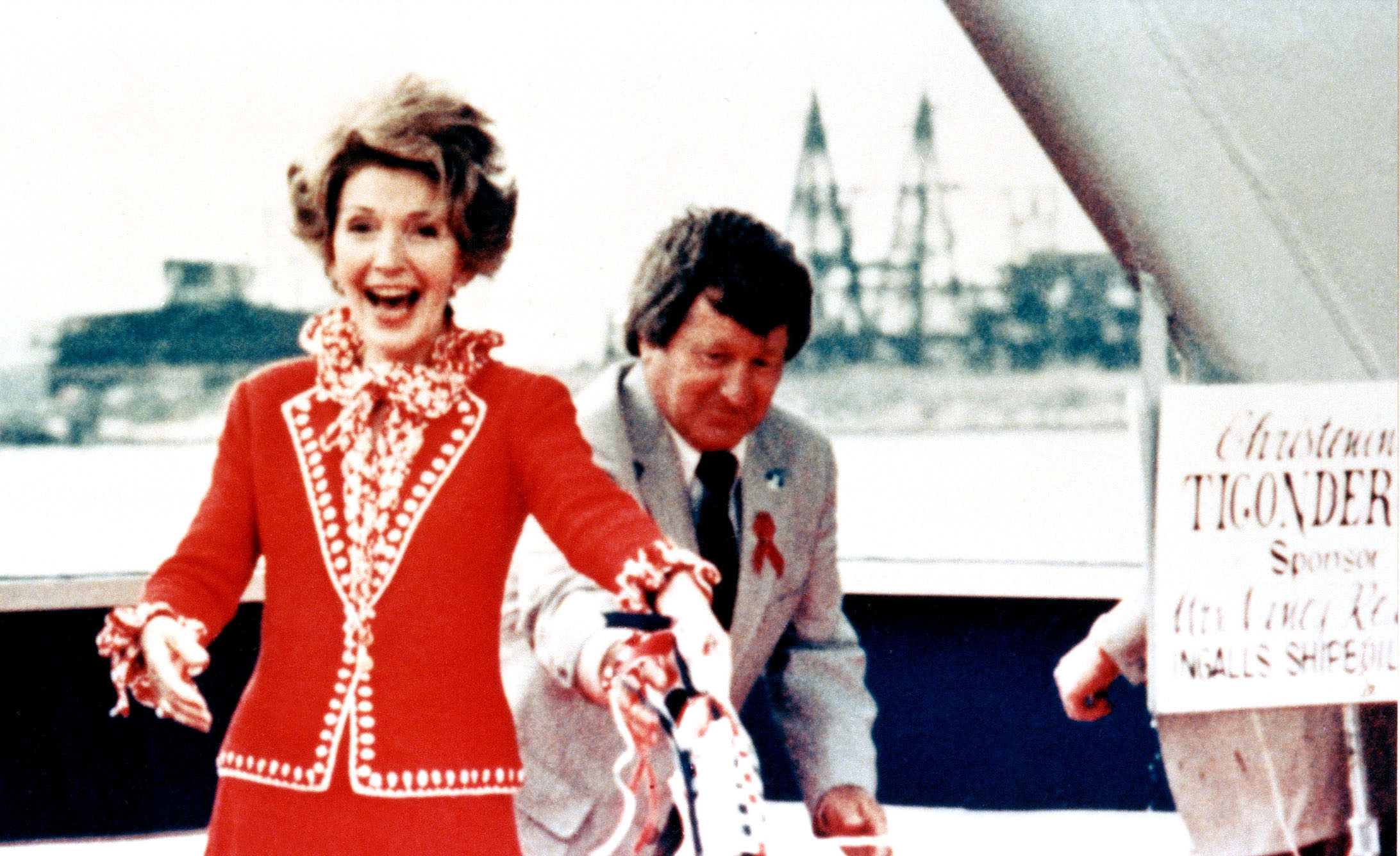
La primera dama Nancy Reagan bautiza el USS Ticonderoga el 16 de mayo de 1981

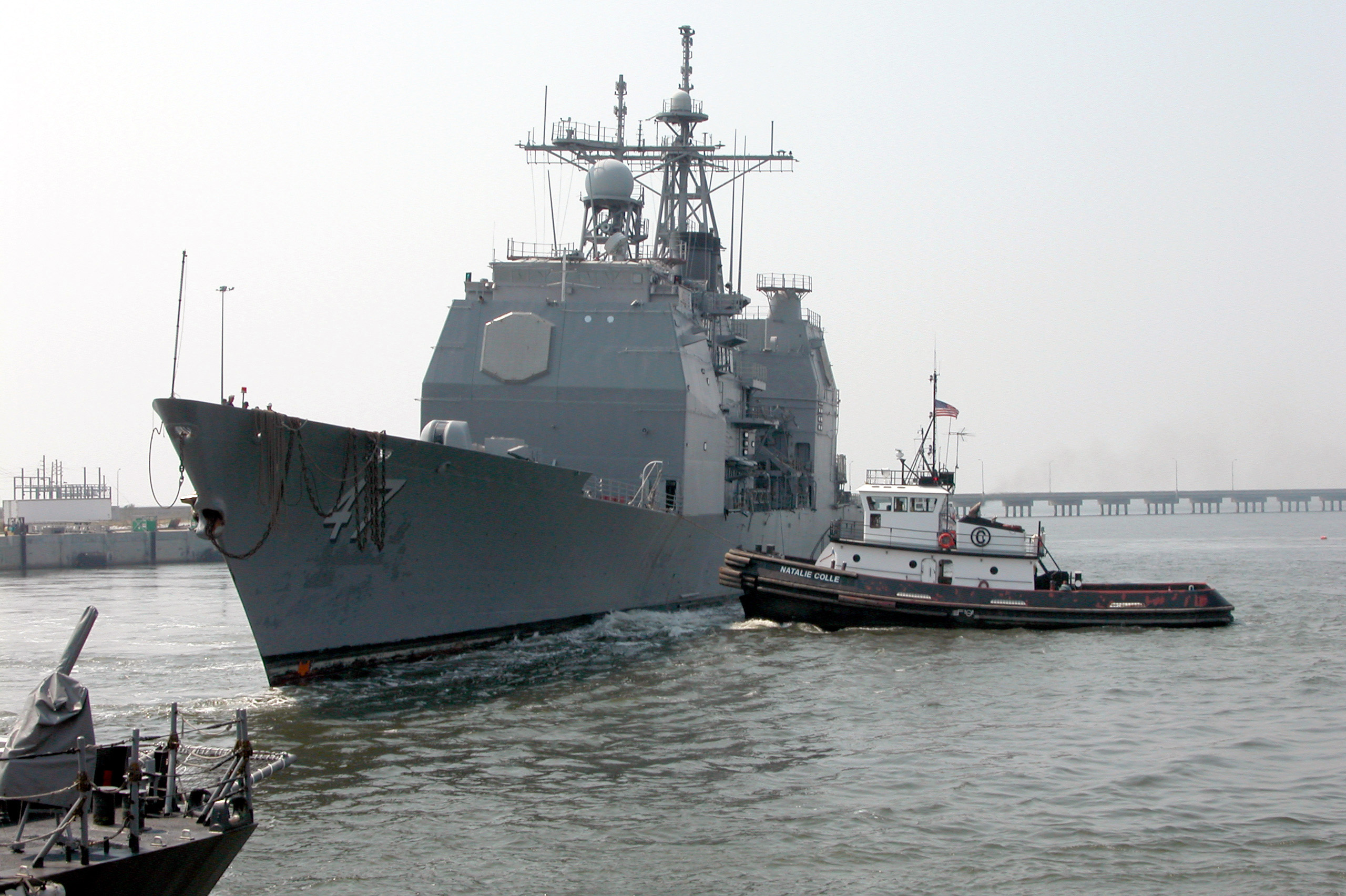
Ticonderoga anclado en el año 2004.

La Marina de los Estados Unidos construyó los primeros cruceros Aegis utilizando los diseños de casco y maquinaria de los destructores  clase Spruance. El Ticonderoga fue ordenado como destructor de misiles guiados, pero redesignado como crucero antes de que fuera iniciado.
El contrato para la construcción del DDG-47 fue otorgado a Ingalls Shipbuilding el 22 de septiembre de 1978. El 1 de enero de 1980, fue redesignado como crucero lanzamisiles, CG-47. Su quilla fue puesta en grada el 21 de enero de 1980, el 35 aniversario de un ataque kamikaze devastador en el portaaviones Ticonderoga (CV-14) Fue botado el 25 de abril de 1981, siendo amadrinado por la primera dama Nancy Reagan, y entregado el 13 de diciembre de 1982. Fue asignado el 22 de enero de 1983 con el capitán Roland G. Guilbault al mando.
Fue dado de baja en 2004, mantenido unos años en la flota de reserva (concretamente en Filadelfia) y enviado a Texas al desguace en septiembre de 2020.